# Pavel Aleksandrov
Pavel Sergejevitj Aleksandrov, född 7 maj 1892, död 16 november 1982, var en sovjetisk matematiker.
Aleksandrov gjorde fundamentala upptäckter, bland annat inom dimensions- och homologiteorin och var en av grundarna av den sovjetiska skolan inom topologin